# Tombe rupestri di San Liberatore a Maiella
Il complesso delle tombe rupestri di San Liberatore a Maiella si trova sulla parete destra della valle del fiume Alento, nel comune di Serramonacesca, a poca distanza dall'Abbazia di San Liberatore a Maiella.

## Storia
Non ci sono fonti storiche sull'origine del complesso tombale. Si ipotizza che fu realizzato da un piccolo gruppo di eremiti che popolarono la zona tra l'VIII ed il IX secolo. 
Dalla toponomastica della zona si deduce che doveva essere dedicato a San Giovanni, tanto che il luogo è ancora chiamato San Giuannelle (San Giovannino), presumibilmente per la presenza di una statua giovanile del santo in una delle nicchie scavate nella parete.

## Architettura

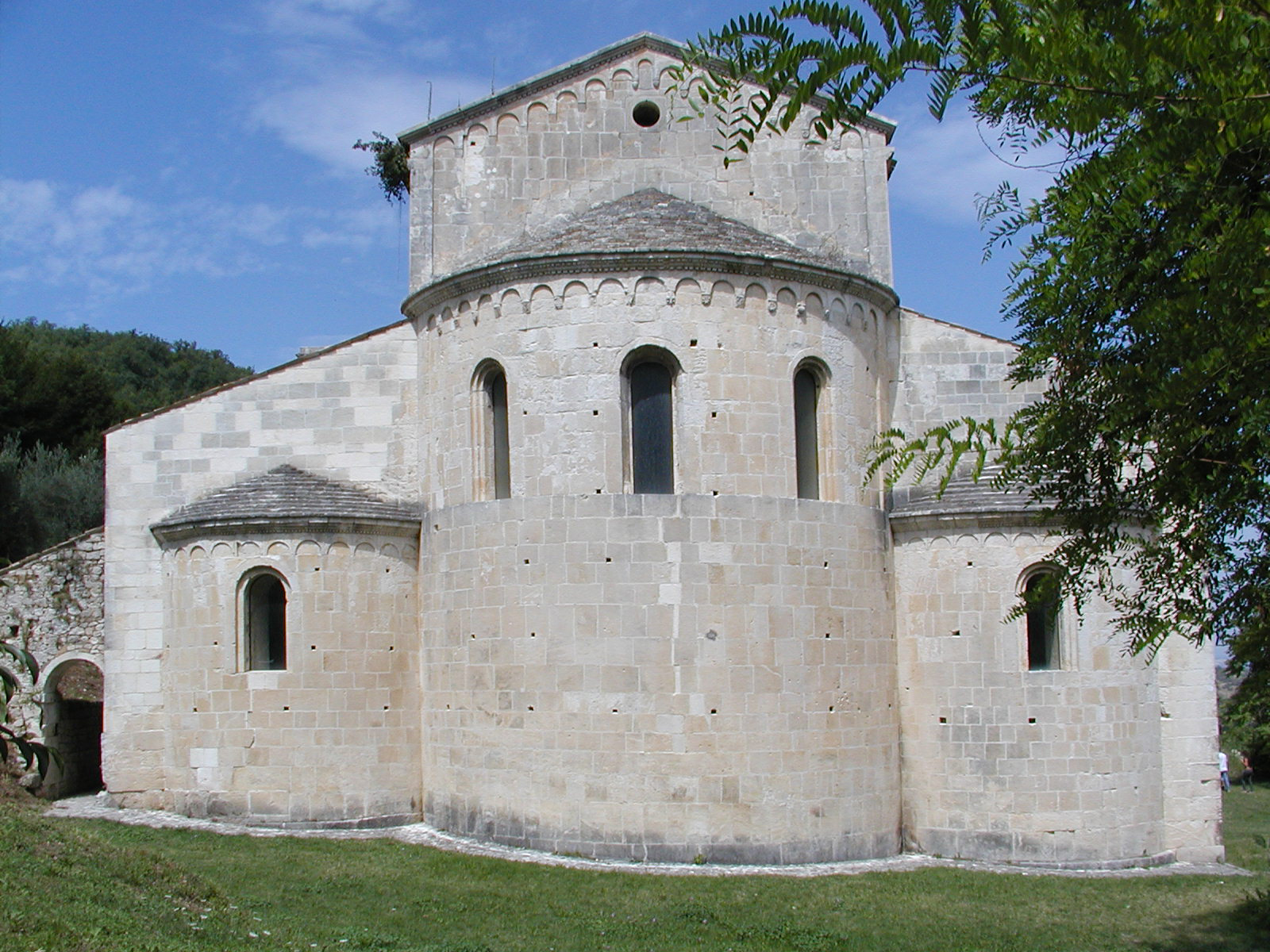
La struttura di San Liberatore

La strada che porta al complesso rupestre parte dalla sinistra del piazzale dell'Abbazia di San Liberatore, guardando la facciata della chiesa. Il sentiero scende agevolmente fino a raggiungere il letto del fiume Alento, che può essere attraversato facilmente data la ridotta portata d'acqua. Si risale poi per un breve tratto fino a raggiungere una parete di 20 metri dove sono collocate le tombe.
Sulla parete, nella quale è scavato uno stretto camminamento, si possono identificare tre tombe, una piccola nicchia ed una cappella. La tombe hanno forma di sarcofago sormontato da un arco, ricordando quella delle catacombe cristiane. Segue la nicchia nella quale si scorge un basamento di circa 50 cm di lato, presumibilmente  utilizzata per la statua di San Giovanni. La cappella ha una dimensione di 1,70 x 5 x 2,50 metri. Sul lato sinistro c'è posta una vasca per la raccolta dell'acqua piovana, forse utilizzata come acquasantiera.